# Bundoran
Bundoran (en gaèlic irlandès Bun Dobhráin que vol dir "als peus de la petita aigua") és una vila d'Irlanda, al comtat de Donegal, a la província de l'Ulster. Es troba en la carretera N15 vora Ballyshannon, a tres hores de Dublín. El seu lema és Fáilte, Sláinte, Beoite (Benvingut, salut, animat).

## Història
La parimera esmena oficial de Bunduran apareix en un dipòsit de Hugh Gaskein el 16 de maig de 1653, qui fou testimoni dels esdeniments de la revolta de 1641 quan fou aprenent de carnisser a Sligo. En 1777 William Cole, vescomte d'Enniskillen va construir la seva casa d'estiu Bundoran Lodge, que encara es pot veure a Bayview Avenue i avui és coneguda com a Homefield House. Fou el primer a fer promoció turística de la vila.
Cap al 1868 hi va arribar el ferrocarril i això ajudà que fos reconeguda com un dels principals indrets d'esbarjo i estiueig de l'Ulster. La partició d'Irlanda en 1922 va convertir la frontera amb el comtat de Fermanagh en una frontera internacional. A partir d'aleshores l'únic enllaç ferroviari de Ballyshannon amb la resta de l'Estat Lliure Irlandès es feia via Irlanda del Nord i estava subjecte a demores per les inspeccions duaneres. El Govern d'Irlanda del Nord tancà moltes de les estacions de la xarxa GNR a la seva banda de la frontera en 1957, inclosa la que estava més a la vora de la frontera. Això no va donar una altra alternativa a la República que permetre el tancament de la línia de Ballyshannon entre la frontera i Bundoran. Posteriorment l'estació més propera a Ballyshannon era a Sligo en la República i Omagh a Irlanda del Nord fins que el 1965 la Ulster Transport Authority també clausurà la línia a Omagh.
Durant L'Emergència de 1939–1945 es va obrir el Bundoran Express que unia Dublín i Bundoran via Dundalk i Enniskillen. També va portar pelegrins a Pettigo, ja que era l'estació més propera a Lough Derg al comtat de Donegal. També hi havia trens de Bundoran a Belfast.

## Agermanaments
Bundoran és membre fundador del Douzelage, una associació d'agermanament de 24 ciutats de la Unió Europea. Aquest agermanament actiu començà en 1991 i organitza esdeveniments regularment, com un festival i un mercat de productes de cada país. També hi ha discussions sobre la membresia futura de tres ciutats (Agros a Xipre, Škofja Loka a Eslovènia, i Tryavna a Bulgària).
 Altea, - 1991
 Bad Kötzting, Alemanya - 1991
 Bellagio, Itàlia - 1991
 Granville, França - 1991
 Holstebro, Dinamarca - 1991
 Houffalize, Valònia - 1991
 Meerssen, Països Baixos - 1991
 Niederanven, Luxemburg - 1991
 Preveza, Grècia - 1991
 Sesimbra, Portugal - 1991
 Sherborne, Regne Unit - 1991
 Karkkila, Finlàndia - 1997
 Oxelösund, Suècia - 1998
 Judenburg, Àustria - 1999
 Chojna, Polònia - 2004
 Kőszeg, Hongria - 2004
 Sigulda, Letònia - 2004
 Sušice, República Txeca - 2004
 Türi, Estònia - 2004
 Zvolen, Eslovàquia - 2007
 Prienai, Lituània - 2008
 Marsaskala, Malta - 2009
 Siret, Romania - 2010